# Лисоаин, Рауль
Рауль Лисоаин Крус (исп. Raúl Lizoaín Cruz; 27 января 1991 года, Лас-Пальмас-де-Гран-Канария) — испанский футболист, играющий на позиции вратаря. Ныне выступает за клуб «Андорра».

## Клубная карьера
Рауль Лисоаин — воспитанник футбольного клуба «Лас-Пальмас». В сезоне 2010/11 он провёл несколько игр за резервную команду клуба в Терсере.
Перед началом сезона 2011/12 Лисоаин был включён в основную команду «Лас-Пальмаса». 26 ноября 2011 года он дебютировал в Сегунде, заменив полевого игрока в гостевом поединке против «Уэски», так как вратарь Мариано Барбоса был удалён на 34-й минуте матча. Лисоаин играл роль резервного голкипера в команде пока Барбоса не перешёл в «Севилью» в 2014 году. Затем он конкурировал за место в основном составе с новичком Касто, в итоге уступив ему. Однако в мае 2015 года Касто был травмирован, и Лисоаин защищал ворота «Лас-Пальмаса» в последних матчах Сегунды 2014/15 и трёх играх плей-офф за выход в Примеру. В решающей же встрече против «Сарагосы», по итогам которой «Лас-Пальмас» вернулся в Примеру, место в рамке вновь занял Касто.
22 августа 2015 года Рауль Лисоаин дебютировал в главной испанской футбольной лиге, выйдя в стартовом составе в гостевом поединке против мадридского «Атлетико».